# Mot de Lyndon
En mathématiques, dans les domaines de la combinatoire et de l'informatique, un mot de Lyndon est un mot qui est strictement plus petit, dans l'ordre lexicographique, que tous ses permutés circulaires.
Les mots de Lyndon doivent leur nom au mathématicien Roger Lyndon qui les a introduits en 1954 sous le nom standard lexicographic sequences,.

## Définitions équivalentes
Il existe plusieurs définitions équivalentes.
- Un mot de Lyndon k-aire de longueur n est un mot à n lettres sur un alphabet totalement ordonné de taille k, et qui est strictement minimal (au sens de l'ordre lexicographique) parmi tous ses conjugués (ou permutés circulaires). Strictement minimal signifie ici qu'il n'apparaît qu'une seule fois dans la liste de ses permutés ; il est donc forcément primitif, c'est-à-dire n'est pas puissance entière d'un autre mot.
- De manière équivalente, un mot de Lyndon {\displaystyle w} est caractérisé par la propriété suivante : {\displaystyle w} est toujours lexicographiquement plus petit que tous ses suffixes non triviaux. En d'autres termes, {\displaystyle w} est un mot de Lyndon si et seulement si, pour toute factorisation {\displaystyle w=uv} en deux mots, avec {\displaystyle u} et {\displaystyle v} non vides, on a {\displaystyle w<v}.
- Une variante de cette caractérisation est la suivante: un mot {\displaystyle w} de longueur {\displaystyle n} est un mot de Lyndon si et seulement si, pour tout {\displaystyle i} avec {\displaystyle 0<i<n}, le préfixe de longueur {\displaystyle i} de {\displaystyle w} est strictement inférieur au suffixe de longueur {\displaystyle i} de {\displaystyle w}.
- Une autre définition : {\displaystyle w} est un mot de Lyndon si et seulement si, pour toute factorisation {\displaystyle w=uv} en deux mots, avec {\displaystyle u} et {\displaystyle v} non vides, on a {\displaystyle u^{\omega }<w^{\omega }}[3].
- Ces définitions impliquent que si {\displaystyle w} n'est pas une lettre, alors {\displaystyle w} est un mot de Lyndon si et seulement s'il existe deux mots de Lyndon {\displaystyle u} et {\displaystyle v} tels que {\displaystyle u<v} et {\displaystyle w=uv}.

## Dénombrement
Les mots de Lyndon sont des représentants des classes de conjugués de mots primitifs, et sont donc en bijection avec les mots circulaires ou colliers primitifs. Soit {\displaystyle M(k,n)} le nombre de mots de Lyndon de longueur {\displaystyle n} sur un alphabet à {\displaystyle k} lettres. Alors on a la formule suivante, aussi appelée formule de Witt dans le contexte des algèbres de Lie :
{\displaystyle M(k,n)={\frac {1}{n}}\sum _{d\,|\,n}\mu \left({\frac {n}{d}}\right)k^{d}}
où {\displaystyle \mu } est la fonction de Möbius classique. La fonction {\displaystyle M(k,n)} a plusieurs interprétations, voir polynôme de colliers (en). Ainsi, {\displaystyle M(2,n)} est le nombre de polynômes irréductibles de degré {\displaystyle n} sur le corps fini {\displaystyle GF(2)}. Le nombre {\displaystyle M(k,n)} est la dimension de la composante homogène de degré {\displaystyle n} de l'algèbre de Lie libre à {\displaystyle k} générateurs. Enfin, c'est l'exposant de l'identité cyclotomique (en) :
{\displaystyle {1 \over 1-kz}=\prod _{j=1}^{\infty }\left({1 \over 1-z^{j}}\right)^{M(k,j)}}
Cette identité reflète la propriété de factorisation unique décrite ci-dessous.

### Exemple
Sur un alphabet à deux symboles {\displaystyle 0,1}, les mots de Lyndon, par longueur croissante, forment la suite:
{\displaystyle 0,1;01;001,011;0001,0011,0111;00001,00011,00101,00111,01011,01111;\cdots }
La suite des nombres {\displaystyle M(2,n)} est
1, {\displaystyle 2,1,2,3,6,9,18,30,56,99,186,335,\cdots }
C'est la suite A001037 de l'OEIS.

## Algorithme de génération
Duval (1988) donne un algorithme efficace pour lister les mots de Lyndon de longueur au plus {\displaystyle n} sur un alphabet donné de taille {\displaystyle k} en ordre lexicographique.
Si {\displaystyle w} est un mot de cette séquence, le mot qui suit {\displaystyle w} s'obtient comme suit.
1. Répéter les symboles de {\displaystyle w} jusqu'à obtenir un mot de longueur exactement {\displaystyle n}. Soit {\displaystyle x} le mot obtenu. Alors la {\displaystyle i}-ème lettre de {\displaystyle x} est la lettre d'indice {\displaystyle \scriptstyle i{\bmod {(}}|w|)} de {\displaystyle w} (Ici {\displaystyle |w|} dénote la longueur de {\displaystyle w}).
2. Tant que le dernier symbole de {\displaystyle x} est la plus grande lettre de l'alphabet, enlever cette lettre.
3. Remplacer la dernière lettre du mot {\displaystyle x} par la lettre qui suit dans l'alphabet.

### Exemple
Partant de {\displaystyle w=abc} (sur l'alphabet à trois lettres avec {\displaystyle a<b<c}), et si l'on cherche des mots de longueur au plus {\displaystyle 7}, on obtient
{\displaystyle abcabcb} (par (1) puis (3))
{\displaystyle abcabcc} (par (3))
{\displaystyle abcac} (par (2) puis (3))
{\displaystyle abcacac} (par (1) puis (3))
Dans le cas le plus défavorable, la procédure pour le calcul du successeur de {\displaystyle w} est en {\displaystyle O(n)}. En utilisant des structures de données simples, le temps moyen pour calculer le successeur (plus précisément le coût amorti) est en fait constant. C'est pourquoi la suite de tous les mots de Lyndon de longueur au plus {\displaystyle n} peut être calculée en un temps proportionnel à la longueur de cette suite. La même procédure peut être employée pour calculer les mots dont la longueur divise {\displaystyle n}, en ne retenant que ces mots; la complexité reste de même proportionnelle à la longueur de la suite (ceci est intéressant dans le cas du mot de de Bruijn dont il est question plus loin).

## Factorisation unique en mots de Lyndon
Le résultat suivant est souvent appelé théorème de Chen, Fox et Lyndon
Théorème de factorisation unique — Tout mot est produit, de manière unique, d'une suite décroissante (au sens large) de mots de Lyndon.
La factorisation en mots de Lyndon décroissants est appelée la factorisation de Lyndon du mot.

### Exemple
Le mot {\displaystyle x=0110100110010110} s'écrit 
{\displaystyle x=011\ 01\ 0011\ 001011\ 0},
et on a {\displaystyle x=011>01>0011>001011>0}.
L'existence de la factorisation est facile à établir: il suffit d'écrire le mot à factoriser comme produit de ses lettres (qui sont des mots de Lyndon), puis à concaténer deux facteurs consécutifs {\displaystyle u} et {\displaystyle v} tels que {\displaystyle u<v}, tant que c'est possible. Ainsi
{\displaystyle 0\ 1\ 1\ 0\ 1\ 0\ 0\ 1\to 01\ 1\ 01\ 0\ 01\to 011\ 01\ 001}

### Algorithme de factorisation
La méthode d'agglomération esquissée ci-dessus n'est pas très efficace.
Un algorithme de factorisation linéaire en fonction de la longueur du mot, a été donné par Duval (1983). Il opère sur un mot donné de manière à identifier le plus long préfixe qui est un mot de Lyndon. Ce mot est ajouté à la suite en construction, et l'algorithme continue sur le reste du mot. Par exemple, le mot {\displaystyle w=0110100110010110} a comme préfixe le mot {\displaystyle 011} qui est un mot de Lyndon. On ne peut déterminer que ce mot est un des éléments de la factorisation de Lyndon de {\displaystyle w} qu'en examinant les lettres qui suivent.
Plus précisément, l'algorithme maintient un préfixe courant du mot à factoriser et examine la lettre qui suit ce préfixe. Selon le cas, il ajoute la lettre au préfixe, ou au contraire trouve un préfixe de ce préfixe courant qui est un des éléments de la factorisation de Lyndon. Ce mot est retranché, et le calcul se poursuit sur le reste. Formellement, on a :
Soit {\displaystyle w} un mot de longueur {\displaystyle n}.
1. Soit {\displaystyle m} l'indice de la lettre candidate, qui suit préfixe déjà examiné. Au début, {\displaystyle m=1} (les lettres sont numérotées à partir de zéro).
2. Soit {\displaystyle k} l'indice de la lettre qui sert à la comparaison. Au début, {\displaystyle k=0}.
3. Tant que {\displaystyle m<n}, comparer {\displaystyle w[k]} et {\displaystyle w[m]}.
  1. si {\displaystyle w[k]=w[m]}, incrémenter {\displaystyle k} et {\displaystyle m};
  2. si {\displaystyle w[k]<w[m]}, poser {\displaystyle k=0} et incrémenter {\displaystyle m};
  3. si {\displaystyle w[k]>w[m]}, ajouter le préfixe de longueur {\displaystyle m-k} à la factorisation de Lyndon, supprimer ce préfixe de {\displaystyle w}, et poser {\displaystyle k=0} et {\displaystyle m=1}.
4. Ajouter le mot restant à la liste.

Exemple
Pour le mot {\displaystyle w=abbabaab}, l'algorithme débute par
{\displaystyle {\begin{array}{|c|c|c|c|c|}\hline k&w[k]&m&w[m]&w[k]\sim w[m]\\\hline 0&a&1&b&<\\0&a&2&b&<\\0&a&3&a&=\\1&b&4&b&=\\2&b&5&a&>\\\hline \end{array}}}
Le facteur obtenu est le préfixe de longueur {\displaystyle m-k=3}, soit {\displaystyle x=abb}. L'algorithme reprend avec le mot {\displaystyle w=abaab}. On obtient
{\displaystyle {\begin{array}{|c|c|c|c|c|}\hline k&w[k]&m&w[m]&w[k]\sim w[m]\\\hline 0&a&1&b&<\\0&a&2&a&=\\1&b&3&a&>\\\hline \end{array}}}
C'est donc le préfixe {\displaystyle y=ab} qui est l'élément suivant de la factorisation. On termine pour {\displaystyle w=aab} par
{\displaystyle {\begin{array}{|c|c|c|c|c|}\hline k&w[k]&m&w[m]&w[k]\sim w[m]\\\hline 0&a&1&a&=\\1&a&2&b&<\\\hline \end{array}}}
et la fin du mot est atteinte. La factorisation de Lyndon est donc {\displaystyle (abb)(ab)(aab)}.
Bien entendu, si la factorisation n'a qu'un seul élément, le mot est un mot de Lyndon. Ceci donne donc aussi une méthode pour tester, en temps linéaire, si un mot est un mot de Lyndon.

### Propriétés des factorisations de Lyndon
On connaît assez bien les termes extrêmes d'une factorisation de Lyndon: Soit {\displaystyle (x_{1},x_{2},\ldots ,x_{n})} la factorisation de Lyndon d'un mot {\displaystyle w}; alors
- {\displaystyle x_{n}} est le plus petit suffixe de {\displaystyle w} pour l’ordre lexicographique;
- {\displaystyle x_{n}} est aussi le plus long suffixe de {\displaystyle w} qui est un mot de Lyndon;
- {\displaystyle x_{1}} est aussi le plus long préfixe de {\displaystyle w} qui est un mot de Lyndon.

## Factorisation standard
Tout mot de Lyndon {\displaystyle w} qui n’est pas une lettre se factorise en un produit {\displaystyle w=uv} de deux mots de Lyndon {\displaystyle u} et {\displaystyle v} tels que {\displaystyle u<v}. La factorisation standard (aussi appelée factorisation standard droite ou factorisation de Shirshov) est la factorisation où {\displaystyle v} est de longueur maximale, et factorisation standard gauche celle où {\displaystyle u} est de longueur maximale. Ainsi, le mot 
{\displaystyle aaabaababb}
a les factorisations en mots de Lyndon croissants suivantes :
{\displaystyle aaabaababb=(a)(aabaababb)=(aaab)(aababb)=(aaabaab)(abb)=(aaabaabab)(b)}
C'est la première qui est la factorisation standard, et la dernière la factorisation standard gauche.
Pour calculer une factorisation, on peut se servir des propriétés suivantes. Soit {\displaystyle w} un mot de Lyndon qui n'est pas une lettre:
- Soit {\displaystyle u} le plus long préfixe propre de {\displaystyle w} qui est un mot de Lyndon, et soit {\displaystyle v} tel que {\displaystyle w=uv}; alors {\displaystyle v} est un mot de Lyndon et {\displaystyle u<v} et {\displaystyle w=uv} est la factorisation standard gauche de {\displaystyle w}.
- Soit {\displaystyle v} le plus long suffixe propre de {\displaystyle w} qui est un mot de Lyndon, et soit {\displaystyle u} tel que {\displaystyle w=uv}; alors {\displaystyle u} est un mot de Lyndon, {\displaystyle u<v} et {\displaystyle w=uv} est la factorisation standard de {\displaystyle w}.

Le lien entre factorisation standard et factorisation de Lyndon est le suivant. Soit {\displaystyle w} un mot de Lyndon qui n'est pas une lettre, et soit {\displaystyle w'} le mot obtenu en supprimant la première lettre de {\displaystyle w}. Le facteur droit {\displaystyle v} de la factorisation standard de {\displaystyle w} est le dernier élément de la factorisation de Lyndon de {\displaystyle w'}.
Ainsi, pour le mot de Lyndon
{\displaystyle w=aabaababb}
la factorisation de Lyndon de {\displaystyle w'=abaababb} est {\displaystyle w'=(ab)(aababb)}. La factorisation standard de {\displaystyle w=aabaababb} est donc {\displaystyle w=(aab)(aababb)}. Ce mot a aussi la factorisation croissante {\displaystyle w=(aabaabab)(b)}.

## Applications algébriques

### Base des algèbres de Lie libre
Les mots de Lyndon ont une application dans la description des algèbres de Lie libre. Les mots de Lyndon permettent de construire une base pour chaque composante homogène de degré fixé de l'algèbre de Lie libre. Cette base est appelée la base de Lyndon (ou de Chen–Fox-Lyndon ou de Lyndon–Shirshov). Elle est obtenue par la bijection {\displaystyle \gamma } qui associe à un mot de Lyndon {\displaystyle v} un élément de la base comme suit:
- Si {\displaystyle w} est une lettre, alors {\displaystyle \gamma (w)=w}, vu comme générateur de l'algèbre de Lie libre.
- Si {\displaystyle w} est composé de plus d'une lettre, alors {\displaystyle \gamma (w)=[\gamma (u),\gamma (v)]}, où {\displaystyle w=uv} est la factorisation standard de {\displaystyle w} et où {\displaystyle [,]} est le crochet de Lie.

Les mots de Lyndon peuvent être vus comme un cas spécial d'ensemble de Hall (en).

### Algèbre de mélange
Un théorème de Radford (1979) affirme que l'algèbre des polynômes de mots de Lyndon à coefficients rationnels est une algèbre de mélange. Ceci signifie qu'ils forment une algèbre sur le corps des nombres rationnels, avec pour multiplication le produit de mélange.

## Autres applications

### Transformée de Burrows-Wheeler
Les mots de Lyndon sont utilisés pour construire des variantes bijectives de la transformée de Burrows-Wheeler utilisée en compression de données.

### Mots de de Bruijn
Il y a une connexion surprenante entre mots de Lyndon et mot de de Bruijn. Si on concatène, dans l'ordre lexicographique, les mots de Lyndon sur {\displaystyle k} lettres dont la longueur divise un entier donné {\displaystyle n}, on obtient un mot de de Bruijn, c'est-à-dire un mot de longueur {\displaystyle k^{n}} qui, vu comme mot circulaire, contient les {\displaystyle k^{n}} mots de longueur {\displaystyle n} comme facteurs, chacun une et une seule fois. De plus, ce mot de de Bruijn est le plus petit, pour l'ordre lexicographique, de tous les mots de de Bruijn de longueur {\displaystyle n} sur {\displaystyle k} lettres.
Par exemple, sur deux lettres, la concaténation, en ordre lexicographique, des mots binaires de longueur divisant quatre est
0 0001 0011 01 0111 1

## Mots de Lyndon infinis
L'ordre lexicographique s'étend aux mots infinis sur un alphabet totalement ordonné comme suit. Soient {\displaystyle x} et {\displaystyle y} deux mots infinis. Alors 
{\displaystyle x<y}
s'il existe un mot fini {\displaystyle u}, deux lettres {\displaystyle a<b} et des mots infinis {\displaystyle x'} et {\displaystyle y'} tels que
{\displaystyle x=uax'} et {\displaystyle y=uby'}.
Ainsi, on a {\displaystyle x<y} pour {\displaystyle x=0000111...} et {\displaystyle y=00010000...}. On peut aussi comparer des mots finis aux mots infinis. Ainsi, si {\displaystyle x} est un mot fini et {\displaystyle y} est un mot infini, alors {\displaystyle x<y} si {\displaystyle x} est préfixe de {\displaystyle y} ou si 
{\displaystyle x=uax'} et {\displaystyle y=uby'}
pour des lettres {\displaystyle a<b} et un mot fini {\displaystyle x'} et un mot infini {\displaystyle y'}. La même définition vaut mutatis mutandis lorsque {\displaystyle x} est infini et {\displaystyle y} est fini.
On définit les mots de Lyndon infinis comme suit.
Un mot infini est un mot de Lyndon s'il possède une infinité de préfixes (finis) qui sont des mots de Lyndon.

### Exemples
1. Le mot infini
{\displaystyle ab^{\omega }}
composé de la lettre {\displaystyle a} suivi que de lettres {\displaystyle b} est un mot de Lyndon infini si {\displaystyle a<b} car tous ses préfixes sont des mots de Lyndon.
2. Le mot infini
{\displaystyle x=a(ab)b(ab)^{2}b(ab)^{3}b\cdots (ab)^{n}b\cdots }
est un mot de Lyndon infini car chaque préfixe {\displaystyle a(ab)b(ab)^{2}b(ab)^{3}b\cdots (ab)^{n}b} est un mot de Lyndon. En revanche, si on enlève le premier {\displaystyle a}, le mot obtenu n'a plus que trois préfixes qui sont des mots de Lyndon, à savoir {\displaystyle a,ab} et {\displaystyle abb}.
3. Soit {\displaystyle f=0100101001001\ldots } le mot de Fibonacci, défini par {\displaystyle f=\lim s_{n}} avec {\displaystyle s_{-1}=1}, {\displaystyle s_{0}=0} et {\displaystyle s_{n+1}=s_{n}s_{n-1}}pour {\displaystyle n\geqslant 0}. Alors le mot {\displaystyle 0f} est un mot de Lyndon. Le mot {\displaystyle 1f} est strictement plus grand que tous ses suffixes. Le résultat s'étend à tout mot Sturmien caractéristique.

### Propriétés
On a la même caractérisation que pour les mots de Lyndon finis :
Un mot infini est un mot de Lyndon si et seulement s'il est strictement plus petit que tous ses suffixes propres.
Théorème — Tout mot infini {\displaystyle x} possède une factorisation unique de l'une des deux formes : 
- {\displaystyle x=z_{1}z_{2}\cdots z_{n}y}, où {\displaystyle z_{1}\geq z_{2}\geq \cdots \geq z_{n}\geq y}, {\displaystyle z_{1},z_{2},\ldots ,z_{n}} sont des mots de Lyndon finis et {\displaystyle y} est un mot de Lyndon infini;
- {\displaystyle x=z_{1}z_{2}\cdots z_{n}\cdots }, où {\displaystyle z_{1}\geq z_{2}\geq \cdots \geq z_{n}\geq \cdots }, {\displaystyle z_{1},z_{2},\ldots ,z_{n},\ldots } sont des mots de Lyndon.

### Exemple
Le mot de Fibonacci
{\displaystyle f=010010100100101001010\cdots }
a la factorisation
{\displaystyle f=z_{1}z_{2}z_{3}\cdots }
où
{\displaystyle z_{1}=010,\quad z_{n+1}0=0f_{2n-1}f_{2n}\ n\geq 1}
et les mots {\displaystyle z_{n}} sont des mots de Lyndon décroissants.

## Morphisme de Lyndon
Un morphisme {\displaystyle f:A^{\star }\to B^{\star }} est un morphisme de Lyndon s'il préserve les mots de Lyndon, c'est-à-dire si l'image par {\displaystyle f} d'un mot de Lyndon sur {\displaystyle A} est un mot de Lyndon sur {\displaystyle B}.
Un morphisme {\displaystyle f:A^{\star }\to B^{\star }} est croissant si pour tous mots {\displaystyle x} et {\displaystyle y} sur {\displaystyle A}, l'inégalité {\displaystyle x\leq y} implique {\displaystyle f(x)\leq f(y)}
Théorème (Richomme) — Un morphisme {\displaystyle f:A^{\star }\to B^{\star }} est un morphisme de Lyndon si et seulement s'il est croissant et si {\displaystyle f(a)} est un mot de Lyndon pour toute lettre {\displaystyle a} de {\displaystyle A}.
Il est décidable si un morphisme est un morphisme de Lyndon. Ceci résulte du fait qu'il est décidable si un morphisme est croissant. La propriété caractéristique est la suivante (Richomme (2003)) :
Soit {\displaystyle A=\{a_{1},a_{2},\ldots ,a_{n}\}} avec {\displaystyle a_{1}<a_{2}<\cdots <a_{n}}. Un morphisme {\displaystyle f:A^{\star }\to B^{\star }} est croissant si et seulement si, pour {\displaystyle i=1,\ldots ,n-1}, on a {\displaystyle f(a_{i}a_{n}^{k_{i}})<f(a_{i+1})}, où {\displaystyle k_{i}} est le plus petit entier tel que {\displaystyle |f(a_{i}a_{n}^{k_{i}})|\geq |f(a_{i+1}|}.

## Langage des mots de Lyndon
L'ensemble des mots de Lyndon sur un alphabet {\displaystyle A}  donné est un langage formel et, en tant que tel, a sa place dans la hiérarchie de Chomsky. Il a été démontré, en utilisant le lemme d'itération d'Ogden, que ce langage n'est pas  algébrique. La même question concernant le langage des mots primitifs est toujours ouverte en 2014. Ces langages sont liés puisque la fermeture, par permutation circulaire, du langage des mots de Lyndon est le langage des mots primitifs, et la fermeture par permutation circulaire est une opération qui préserve l’algébricité des langages algébriques.

## Articles liés
- Transformée de Burrows-Wheeler
- Tableau de Lyndon
- Permutation circulaire lexicographiquement minimale